# Phaeoseptoria airae
Phaeoseptoria airae är en svampart som först beskrevs av Grove, och fick sitt nu gällande namn av R. Sprague 1943. Phaeoseptoria airae ingår i släktet Phaeoseptoria och familjen Phaeosphaeriaceae.   Inga underarter finns listade i Catalogue of Life.